# 佐々木克
佐々木 克（ささき すぐる、1940年11月23日 - 2016年7月31日）は、日本の歴史学者。位階は従四位。
京都大学名誉教授。専門は日本近代政治史。秋田県大仙市出身。

## 経歴
立教大学文学部において大久保利謙の指導を受けた。国立国会図書館司書補佐として、憲政資料室において「三条実美関係文書」や「広沢真臣関係文書」の整理や目録編纂を行う。1977年に京都大学人文科学研究所助教授となり、1988年に教授に昇任。2004年に定年を迎える。幕末・維新から自由民権期にかけての政治史や人物史を中心に多数の著書・論文を執筆したほか、『大津市史』など自治体史編さんにも参画した。また2000年から2004年まで明治維新史学会会長を務めている。このほかNHKの番組「その時歴史が動いた」などテレビ番組にも出演し、1996-2004年にはNHK教育テレビ「歴史でみる日本」を担当している。

## 略歴
- 1940年 秋田県仙北郡清水村（現：大仙市）に生まれる
- 1959年 秋田県立秋田高等学校卒業
- 1964年 立教大学文学部史学科卒業
- 1970年 立教大学大学院文学研究科日本史専攻博士課程修了
- 1977年5月 京都大学人文科学研究所助教授
- 1988年11月 京都大学人文科学研究所教授
  - この間、立命館大学、佛教大学などの非常勤講師も務める
- 2004年3月 京都大学を定年退職。京都大学名誉教授の称号を受ける
- 2007年4月 奈良大学文学部史学科教授
- 2009年10月京都大学博士（文学）
- 2011年3月 奈良大学退職
- 2016年7月 死去、叙従四位、瑞宝中綬章追贈[2]

## 著書

### 単著
- 『戊辰戦争 敗者の明治維新』（中公新書：中央公論社、1979年）
- 『志士と官僚 明治初年の場景』（ミネルヴァ書房、1984年）
  - 『志士と官僚　明治を「創業」した人びと』（講談社学術文庫、2000年）
- 『日本近代の出発　日本の歴史17』（集英社、1992年）
- 『大久保利通と明治維新』（歴史文化ライブラリー：吉川弘文館、1998年）ISBN　9784642054454
- 『江戸が東京になった日―明治二年の東京遷都』（講談社選書メチエ、2001年）／読みなおす日本史：吉川弘文館、2024年　ISBN　9784642075367
- 『幕末政治と薩摩藩』（吉川弘文館、2004年）POD版　2022年　ISBN　9784642733939
- 『幕末の天皇・明治の天皇』（講談社学術文庫、2005年）
- 『岩倉具視』（幕末維新の個性5：吉川弘文館、2006年）ISBN　9784642062855
- 『大久保利通 明治維新と志の政治家』（日本史リブレット：山川出版社、2009年）
- 『坂本龍馬とその時代』河出書房新社、2009年／読みなおす日本史：吉川弘文館、2022年　ISBN　9784642073493
- 『NHKさかのぼり日本史4　明治「官僚国家」への道』（NHK出版 、2011年）
- 『坂本龍馬と京都』（人をあるく：吉川弘文館、2013年）ISBN　9784642067737
- 『幕末史』（ちくま新書 、2014年）

### 編著
- 『水戸藩死事録・義烈伝纂稿』（校訂・解題、同朋舎　1983年）
- 『それぞれの明治維新―変革期の生き方』（吉川弘文館、2000年）ISBN　9784642036955
- 『幕末維新の彦根藩 彦根城博物館叢書1』（彦根市教育委員会、2001年）
- 『史料公用方秘録 同叢書7』（彦根城博物館、2007年）
- 『大久保利通』（監修：講談社学術文庫、2004年）関係者の回顧録
- 『明治維新期の政治文化』（思文閣出版、2005年）
- 『岩倉具視関係史料』（藤井讓治,三澤純,谷川穣共編 思文閣出版 2012年）